# Prijevor, Bileća
Prijevor je naselje v občini Bileća, Bosna in Hercegovina. 

## Deli naselja
Obale in Prijevor.

## Prebivalstvo
| Pregled števila prebivalcev po letih | Pregled števila prebivalcev po letih | Pregled števila prebivalcev po letih | Pregled števila prebivalcev po letih | Pregled števila prebivalcev po letih | Pregled števila prebivalcev po letih |
| ------------------------------------ | ------------------------------------ | ------------------------------------ | ------------------------------------ | ------------------------------------ | ------------------------------------ |
| 1948                                 | 1953                                 | 1961                                 | 1971                                 | 1981                                 | 1991                                 |
| -                                    | -                                    | -                                    | 140                                  | 119                                  | 110                                  |

| Narodna sestava prebivalstva po letih                                                                                        | Narodna sestava prebivalstva po letih                                                                                       | Narodna sestava prebivalstva po letih                                                                                       |
| --- | --- | --- |
| 1971 | 1981 | 1991 |
| . skupaj: 140 Muslimani 104 (74,28 %) Srbi 36 (25,71 %) Hrvati 0 (0,00 %) Jugoslovani 0 (0,00 %) drugi in neznano 0 (0,00 %) | . skupaj: 119 Muslimani 84 (70,58 %) Srbi 33 (27,73 %) Hrvati 0 (0,00 %) Jugoslovani 2 (1,68 %) drugi in neznano 0 (0,00 %) | . skupaj: 110 Muslimani 78 (70,90 %) Srbi 32 (29,09 %) Hrvati 0 (0,00 %) Jugoslovani 0 (0,00 %) drugi in neznano 0 (0,00 %) |